# Olavi Katajisto
Olavi Katajisto (30. června 1916 – 10. září 2004) byl finský šachista.
V 50. letech 20. století byl Olavi Katajisto jedním z předních finských šachistů. Hrál hlavně na domácích šachových turnajích a finských šachových šampionátech. V roce 1951 vyhrál helsinský šachový šampionát.
Olavi Katajisto hrál za Finsko na 11. šachové olympiádě v roce 1954. Pět partií vyhrál, pět prohrál, šest remízoval.